# Окадама (аеропорт)
Аеропорт Саппоро Окадама (яп. 札幌丘珠空港), (IATA: OKD, ICAO: RJCO) — аеропорт, розташований в Окадама-чо, Хіґасі-ку, Саппоро, Хоккайдо. 47,4 км на північ від  центру міста Саппоро. Його регулярні авіаперевезення обмежуються турбогвинтовими рейсами в інші міста Хоккайдо ; більші літаки використовують новий аеропорт Тітосе, 45 км (28 миль) на південь від міста. Аеропорт також використовується силами самооборони Японії , а також операторами корпоративної авіації та авіації загального призначення: у сусідньому об’єкті знаходиться центр управління повітряним рухом на Хоккайдо та регіоні Тохоку. В аеропорту розташована штаб-квартира Hokkaido Air System.